# Minami Kamakura High School Girls Cycling Club
Minami Kamakura High School Girls Cycling Club (南鎌倉高校女子自転車部?, Minami Kamakura kōkō joshi jitensha-bu, lett. "Il club di ciclismo femminile del liceo Minami Kamakura") è un manga scritto e disegnato da Noriyuki Matsumoto, serializzato sul Monthly Comic Blade di Mag Garden dal 30 giugno 2011. Un adattamento anime, coprodotto da J.C.Staff e A.C.G.T, è stato trasmesso tra il 6 gennaio e il 15 maggio 2017.

## Personaggi
Hiromi Maiharu (舞春 ひろみ?, Maiharu Hiromi)
Doppiata da: Haruka Kudō (drama-CD), Reina Ueda (anime)
Natsumi Higa (比嘉 夏海?, Higa Natsumi)
Doppiata da: Saori Hayashi (drama-CD), Natsumi Fujiwara (anime)
Tomoe Akitsuki (秋月 巴?, Akitsuki Tomoe)
Doppiata da: Eriko Matsui (drama-CD), Yuki Hirose (anime)
Fuyune Kamikura (神倉 冬音?, Kamikura Fuyune)
Doppiata da: Saki Nakajima (drama-CD), Natsumi Takamori (anime)
Sandy McDougal (サンディ・マクドゥガル?, Sandi Makudugaru)
Doppiata da: Satsumi Matsuda (drama-CD), Emiko Takeuchi (anime)
Shiki Mori (森 四季?, Mori Shiki)
Doppiata da: Hitomi Nabatame (drama-CD), Sayumi Watabe (anime)
Nagisa Mori (森 渚?, Mori Nagisa)
Doppiata da: Mariko Honda (drama-CD), Akari Kitō (anime)
Tsuru (鶴?)
Doppiata da: Azumi Asakura (drama-CD)
Korone Hōōji (鳳凰寺 コロネ?, Hōōji Korone)
Doppiata da: Satomi Akesaka (drama-CD), Yurika Kubo (anime)
Ryūko Kamikura (神倉 龍子?, Kamikura Ryūko)
Doppiata da: Miyuki Ichijō
Yuika Akizuki (秋月 結花?, Akizuki Yuika)
Doppiata da: Yui Fukuo

## Media

### Manga
Il manga, scritto e disegnato da Noriyuki Matsumoto, ha iniziato la serializzazione sulla rivista Monthly Comic Blade di Mag Garden il 30 giugno 2011. Il primo volume tankōbon è stato pubblicato il 10 gennaio 2012 e al 10 dicembre 2018 ne sono stati messi in vendita in tutto undici.

#### Volumi
| Nº | Data di prima pubblicazione                | Data di prima pubblicazione                                                 | Data di prima pubblicazione |
| Nº | Giapponese                                 | Giapponese                                                                  |                             |
| -- | ------------------------------------------ | --------------------------------------------------------------------------- | --------------------------- |
| 1  | 10 gennaio 2012                            | ISBN 978-4-86127-931-7                                                      |                             |
| 2  | 10 agosto 2012                             | ISBN 978-4-8000-0028-6                                                      |                             |
| 3  | 9 marzo 2013                               | ISBN 978-4-8000-0104-7                                                      |                             |
| 4  | 10 ottobre 2013                            | ISBN 978-4-8000-0217-4                                                      |                             |
| 5  | 3 giugno 2014 (ed. regolare & limitata)    | ISBN 978-4-8000-0319-5 (ed. regolare) ISBN 978-4-8000-0316-4 (ed. limitata) |                             |
| 6  | 10 dicembre 2014 (ed. regolare & limitata) | ISBN 978-4-8000-0382-9 (ed. regolare) ISBN 978-4-8000-0375-1 (ed. limitata) |                             |
| 7  | 10 agosto 2015                             | ISBN 978-4-8000-0488-8                                                      |                             |
| 8  | 9 aprile 2016                              | ISBN 978-4-8000-0554-0                                                      |                             |
| 9  | 10 gennaio 2017 (ed. regolare & limitata)  | ISBN 978-4-8000-0643-1 (ed. regolare) ISBN 978-4-8000-0642-4 (ed. limitata) |                             |
| 10 | 10 novembre 2017                           | ISBN 978-4-8000-0730-8                                                      |                             |
| 11 | 10 dicembre 2018                           | ISBN 978-4-8000-0730-8                                                      |                             |

### Anime
Annunciato il 10 agosto 2015 sul settimo volume del manga, un adattamento anime, coprodotto da J.C.Staff e A.C.G.T per la regia di Susumu Kudō, è andato in onda dal 6 gennaio al 15 maggio 2017. Le sigle di apertura e chiusura sono rispettivamente Jitensha ni hana wa mau (自転車に花は舞う?) del gruppo idol AŌP e Nijiyume road (にじゆめロード?, Nijiyume rōdo) di Ikasan. In tutto il mondo, ad eccezione dell'Asia, gli episodi sono stati trasmessi in streaming in simulcast, anche coi sottotitoli in lingua italiana, da Crunchyroll.

#### Episodi
| Nº | Titolo italiano Giapponese 「Kanji」 - Rōmaji                                                                  | In onda          | In onda |
| Nº | Titolo italiano Giapponese 「Kanji」 - Rōmaji                                                                  | Giapponese       |         |
| 1  | La cerimonia di apertura! 「入学式ッ！」 - Nyūgakushiki!                                                       | 6 gennaio 2017   |         |
| 2  | Andiamo a esplorare Kamakura! 「鎌倉探索にGo!」 - Kamakura tansaku ni go!                                      | 13 gennaio 2017  |         |
| 3  | Fondiamo un club di ciclismo femminile! 「女子自転車部、はじめます！」 - Joshi jitensha-bu, hajimemasu!        | 20 gennaio 2017  |         |
| 4  | Non vi lascerò Natsumi-chan! 「夏海ちゃんはわたさない！」 - Natsumi-chan! wa watasanai!                        | 27 gennaio 2017  |         |
| 5  | Scegliere una bicicletta è difficile? 「自転車を選ぶのってむずかしい？」 - Jitensha o erabu no tte muzukashii? | 3 febbraio 2017  |         |
| 6  | La prima gara! 「はじめてのレース！」 - Hajimete no rēsu!                                                      | 10 febbraio 2017 |         |
| 7  | Cosa posso fare? 「わたしにできること？」 - Watashi ni dekiru koto?                                            | 17 febbraio 2017 |         |
| 8  | Tutte insieme! 「みんなと一緒に！」 - Minna to issho ni!                                                       | 24 febbraio 2017 |         |
| 9  | Il signor orso lancia una sfida!? 「クマさんからの挑戦状！？」 - Kuma-san kara no chōsenjō!?                   | 3 marzo 2017     |         |
| 10 | Andiamo in gita! 「輪行で行こう！」 - Rinkō de ikō!                                                            | 10 marzo 2017    |         |
| 11 | Le bici sono un mistero 「自転車って、ふしぎ」 - Jitensha tte, fushigi                                         | 17 marzo 2017    |         |
| 12 | La strada continua 「道はまだまだつづいてる」 - Michi wa madamada tsuzuiteru                                   | 24 marzo 2017    |         |
| 13 | Siamo a Taiwan!! 「来たよ、台湾!!」 - Kita yo, Taiwan!!                                                        | 15 maggio 2017   |         |